# Список телевізійних супутників
Список телевізійних супутників:

## Східна півкуля
- 145 ° — Горизонт 45 (Горизонт)
- 140 ° — Горизонт 36 (Горизонт)
- 140 ° — Горизонт 43 (Горизонт)
- 140 ° — Експрес-АМ3 (Експрес) — Петропавловськ-Камчатський 90 см
- 118 ° — Telkom 2 (Telkom)
- 110 ° — BSat-3a
- 103 ° — Горизонт 40 (Горизонт)
- 99 ° — Екран М (Екран)
- 96,5 ° — Експрес-АМ33 (Експрес)
- 90 ° — Ямал-200 № 1 (Ямал)
- 85,2 ° — Intelsat 15 (Інтельсат)
- 80 ° — Експрес 6А (Експрес)
- 80 ° — Експрес АМ2, Експрес МД1 (Експрес) — Москва 90 см
- 75 ° — ABS-1, ABS-1B
- 66 ° — Інтельсат 704 (Інтельсат)
- 64 ° — Інтельсат 906 (Інтельсат)
- 62 ° — Інтельсат 902 (Інтельсат)
- 60 ° — Інтельсат 904 (Інтельсат)
- 56 ° — Бонум 1 (Бонум)
- 54.8 — Інтельсат 702 (Інтельсат)
- 53 ° — Експрес АМ22
- 50,2 ° — Інтельсат 706 (Інтельсат)
- 49 ° — Ямал-200 № 2 (Ямал)
- 42 ° — Турксат 1С (Турксат) (нім. Türksat)
- 40 ° — Експрес-АМ1 (Експрес)
- 40 ° — Експрес А1R (Експрес)
- 36 ° — Eutelsat W4
- 36 ° — Eutelsat W7
- 35 ° — Радуга 1 (Веселка)
- 35 ° — Радуга 2 (Веселка)
- 35 ° — Радуга 3 (Веселка)
- 35 ° — Радуга 4 (Веселка)
- 28,2 ° — Астра 2A (Астра) (нім. Astra)
- 28,2 ° — Астра 2B (Астра) (нім. Astra)
- 28,2 ° — Астра 2D (Астра) (нім. Astra)
- 23,5 ° — Астра 1D (Астра) (нім. Astra)
- 23,5 ° — Астра 3A (Астра) (нім. Astra)
- 19,2 ° — Астра 1H (Астра) (нім. Astra) — Берлін 33 см
- 19,2 ° — Астра 1KR (Астра) (нім. Astra)- Берлін 33 см, Москва 2.4 м
- 19,2 ° — Астра 1L (Астра) (нім. Astra) — Європа не більше 60 см
- 19,2 ° — Астра 2M (Астра) (нім. Astra) — Берлін 33 см, Львів 90 см
- 13 ° — Хот Бірд 6 (Хот Бірд) (нім. Hot Bird) — Берлін 33 см, Москва 90 см
- 13 ° — Хот Бірд 8 (Хот Бірд) (нім. Hot Bird) — Берлін 33 см
- 13 ° — Хот Бірд 9 (Хот Бірд) (нім. Hot Bird) — Берлін 33 см
- 12 ° — Радуга 29 (Веселка)
- 5 ° — Астра 1A (Астра) (нім. Astra) — Берлін 45 см
- 4,8 ° — Сіріус 4 (Сіріус) (нім. Sirius)
- 5 ° — Сіріус 3 (Сіріус) (нім. Sirius) — Берлін 45 см
- 4,8 ° — Сіріус 2 (Сіріус) (нім. Sirius) — Берлін 45 см, Москва 1 , 2 м

## Західна півкуля
- 0,8 ° — Тор 2 (Тор) (нім. Thor) — Берлін 45 см
- 0,8 ° — Тор 3 (Тор) (нім. Thor) — Берлін 45 см
- 1 ° — Інтельсат 1002 (Інтельсат)
- 4 ° — Амос 1 (Амос) (нім. Amos)
- 5 ° — Телеком 2C (Телеком) (англ. Telecom)
- 7 ° — Нільсат 101 (Нільсат) (англ. Nilesat)
- 7 ° — Нільсат 102 (Нільсат) (англ. Nilesat) |
- 8 ° — Телеком 2D (Телеком) (англ. Telecom)
- 11 ° — Експрес 3A (Експрес)
- 11 ° — Експрес-АМ44 (Експрес)
- 12,5 ° — Евробірд Супутник
- 14 ° — Горизонт 37 (Горизонт)
- 14 ° — Горизонт 44 (Горизонт)
- 20 ° — Інтельсат 603 (Інтельсат)
- 24,5 ° — Інтельсат 905 (Інтельсат)
- 27,5 ° — Інтельсат 907 (Інтельсат)
- 31,5 ° — Інтельсат 801 (Інтельсат)
- 34,5 ° — Інтельсат 903 (Інтельсат)
- 53 ° — Інтельсат 707 (Інтельсат)
- 78 ° — Venesat-1
- 105 ° — AMC-18
- 125 ° — АМС-21